# 상주 증촌리 석조여래입상
상주 증촌리 석조여래입상(尙州 曾村里 石造如來立像)은 대한민국 경상북도 상주시 증촌리에 있는 남북국 시대 신라의 불상이다. 용화사에 석불 좌상과 나란히 자리 잡고 있다. 광배와 불상이 하나의 돌에 조각되어 있으며, 높이 1.98m의 석조 입상이다.
1963년 1월 21일 대한민국의 보물 제118호 상주증촌리석불입상(尙州曾村里石佛立像)으로 지정되었다가, 2010년 8월 25일 현재의 명칭으로 변경되었다.

## 개요
경상북도 상주의 용화사에 모셔져 있는 이 불상은 광배와 불상이 하나의 돌로 조각된 높이 1.98m의 석불입상으로 마멸이 심해서 세부수법을 자세히 살펴 볼 수는 없다. 
불상의 머리는 확실히 구별할 수 없지만 민머리처럼 보이며, 정수리 부근에는 상투 모양의 머리(육계)가 큼직하게 솟아있다. 얼굴은 길고 풍만한 모습으로 이목구비가 뚜렷하지 않지만 단정한 인상이다. 체구는 단정하며, 양 어깨에 걸쳐 있는 옷자락은 간결하게 표현되었다. 부처의 몸에서 나오는 빛을 형상화한 광배(光背) 역시 많이 마모되어 가장자리에 새겨진 불꽃무늬만 희미하게 확인할 수 있다. 
단정한 체구에 다소 경직되고 현실적인 면이 강해진 특징을 가진 불상으로, 통일신라 후기 석불입상의 경향을 알려주는 작품이다.

## 참고 자료
- 상주 증촌리 석조여래입상 - 국가유산청 국가유산포털
- 한국저작권위원회 공유마당에 있는 사진[깨진 링크(과거 내용 찾기)]